# 石井圭
石井 圭（いしい けい、1967年〈昭和42年〉 - ）は、日本の経営者。

## 概要・経歴
1990年に東日本旅客鉄道に入社。入社後は社有地の利活用、駅ビルの開発・運営、地域活性化に関する業務に従事。
福島県や宮城県で農業事業を立ち上げるなど、新規事業にも携わってきた。特に2014年には福島県いわき市で震災復興や一次産業の発展を通じた地域活性化を図るためにトマト栽培の新規事業を立ち上げる。JRアグリ仙台の非常勤取締役も務める。
その後は東日本旅客鉄道仙台支社事業部長をつとめ、2018年8月1日付でJR中央ラインモール代表取締役社長に就任。JR中央ラインモールは八王子支社管内の中央線沿線で事業を行い、JR各社においても先進的な取り組みで知られ、駅業務と駅ナカ施設、高架下商業施設の一体運営、管理を手掛けている。石井はプログラミング教室の開校や高架下学生寮設置等に取り組んだ。
2021年4月1日に同じ八王子支社管内で駅ビル事業を手掛けるJR東京西駅ビル開発と合併し、JR中央線コミュニティデザインに社名も変更となった。新会社の社長にはJR東京西駅ビル開発の髙橋好一が就任し、石井は常務取締役となった。
2024年4月からは一橋大学社会学部においてJR中央線コミュニティデザインの寄附講座の「コミュニティデザイン論」の非常勤講師に就任。
2024年6月28日開催のJR中央線コミュニティデザイン株主総会並びに取締役会をもって常務取締役を退任。